# Rabo de toro
Le rabo de toro (en français, queue de taureau) est un guiso typique de Cordoue consistant en un ragoût de queue de vache ou de taureau. Il s'agit d'un ragù qui se retrouve fréquemment dans la cuisine andalouse.

## Histoire

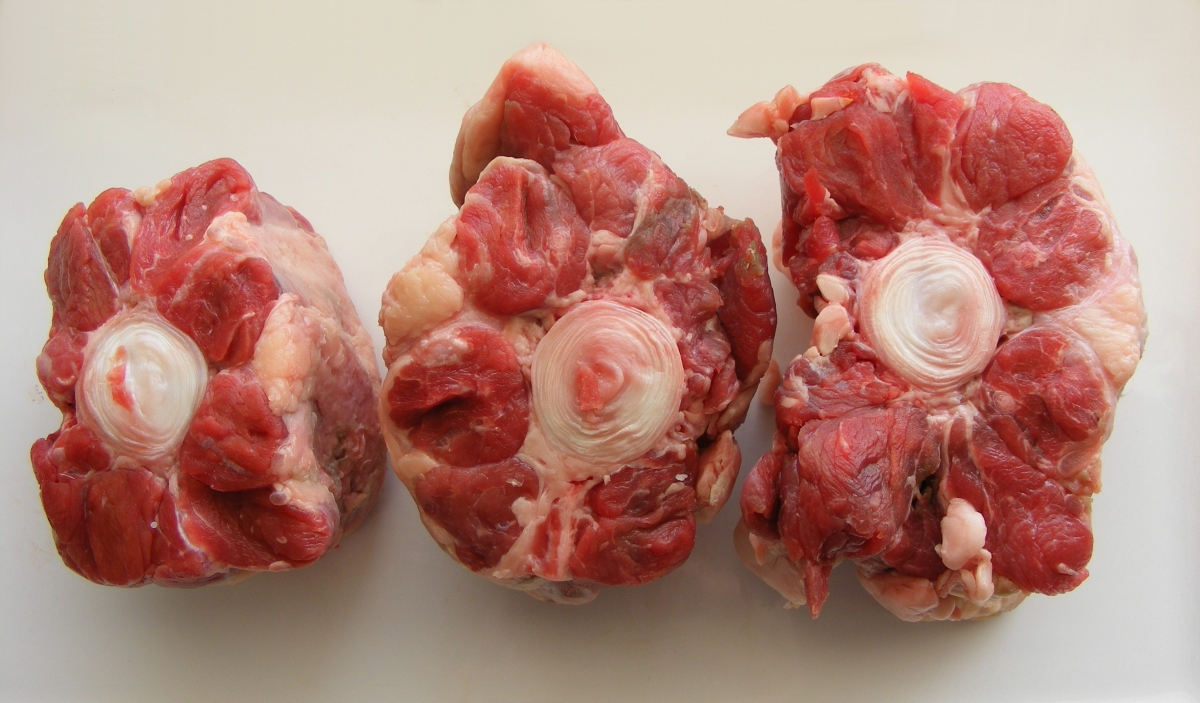
Queue crue de taureau.

Ce plat est connu depuis l'époque romaine (Marcus Gavius Apicius, De re coquinaria), bien que la recette actuelle date de la fin du XIXe siècle[réf. nécessaire]. Arrivée au XVIe siècle en Espagne à Cordoue, la recette utilisait à l'origine les queues de taureaux morts à la corrida.

## Autres usages
La queue de taureau est aussi utilisée pour préparer des sancochos en  Colombie, Équateur ou au Venezuela.